# Венцоне
Венцоне (італ. Venzone) — муніципалітет в Італії, у регіоні Фріулі-Венеція-Джулія,  провінція Удіне.
Венцоне розташоване на відстані близько 500 км на північ від Рима, 95 км на північний захід від Трієста, 31 км на північ від Удіне.

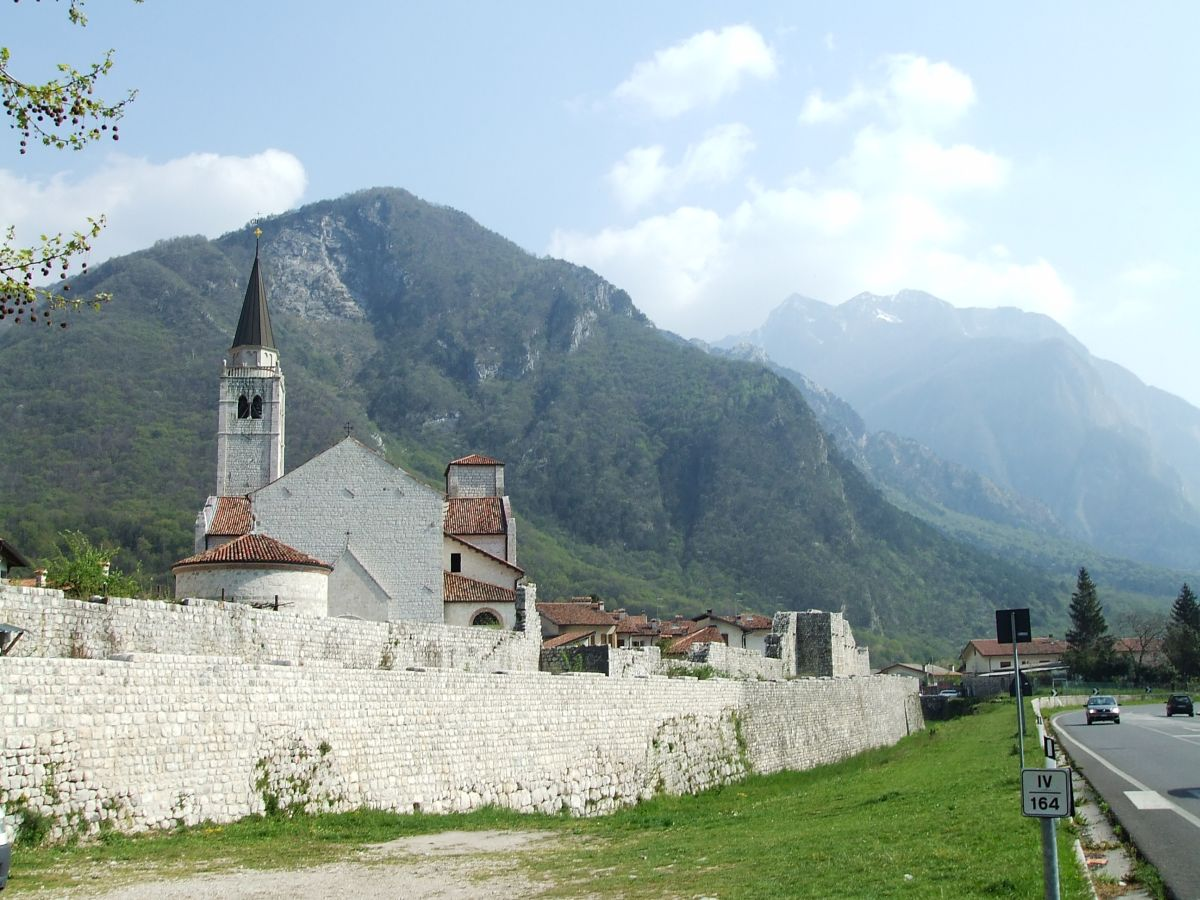

Населення — 2171 особа (2014).

## Демографія
Населення за роками:

Станом на 1 січня 2023 року в муніципалітеті офіційно проживало 66 іноземців з 21 країни, серед них 34 громадяни країн Євросоюзу та 6 громадян України.

## Сусідні муніципалітети
- Амаро
- Бордано
- Каваццо-Карніко
- Джемона-дель-Фріулі
- Лузевера
- Моджо-Удінезе
- Резія
- Резьютта